# Branko Skroče
Branko Skroce, fue un jugador de baloncesto croata nacido el 17 de mayo de 1955. Consiguió 3 medallas en competiciones internacionales con Yugoslavia. 

## Clubes
- 1973-87 KK Zadar